# 심해어 (드라마)
심해어(わにとかげぎす)는 일본의 TBS에서 제작 · 방송되었던 텔레비전 드라마이다. 방송 기간은 2017년 7월 19일부터 9월 27일까지, 총 10부작이다.

## 기획 의도
평범하게 인생을 살아온 경비원이 지금까지의 인생과 이별하기 위해 '친구 만들기'에 매진하면서 벌어지는 이야기를 그린 드라마이다.

## 스태프
- 연출 : 츠보이 토시오
- 극본 : 타카하시 이즈미

## 등장 인물
- 아라타 텟페이
- 혼다 츠바사
- 카쿠 켄토
- 요시무라 카이토
- 코무아이
- 토티마
- 후쿠야마 쇼다이
- 에이스
- 후치카미 야스시
- 무라카미 준
- 미츠이시 켄